# Merry BAD TUNE.
Merry BAD TUNE.（メリーバッドチューン）は、2022年6月に結成された日本の6人組女性アイドルグループ。略称は「バチュン」。

## 概要
2022年6月に結成し、同年7月渋谷WOMBLIVEにてデビュー。
「from MY ROOM to the World.」をコンセプトに掲げ、自分たちの小さな部屋から世界に向けて発信していくことを目指し活動している。また、サウンドコンセプトとして「2D POPS&SHA-FU BOCCHI DISCO」を掲げている。
2022年4月に活動終了したワールズエンド。（旧称：マリオネッ。）の解散時メンバー5名のうち4名が在籍している。

## 略歴

### 2022年
- 6月21日 - グループが結成し、メンバー6名が公開された。
- 7月6日 - ツイキャスにてプレデビュー。『SPNV.』『きるきるぱーりー!!!』『World Coaster!』の音源が先行公開された。
- 7月10日 - 渋谷WOMBLIVEで行われた「DEBUT LIVE TOUR-東京お披露目公演-」にてデビュー。コロナ禍でのデビューだったが、当初から単独公演では声出しが可能であった。
- 7月21日 - ミニアルバム『Cyder Grooving.』デジタル配信リリース開始。
- 8月6日 - TGIF2022に柊木あいな、日南りと、森乃ゆめはが出演。[3][4][5]
- 9月2日 - DEBUT LIVE TOUR ツアーファイナルを新宿BLAZEで開催。

### 2023年
- 2月15日 - 1stアルバム『2D POPと踊るアポロ。』デジタル配信リリース開始。[2]
- 2月17日 - 「Merry BAD TUNE. ワンマンライブ 1st TUNE. -ボッチなDISCOで交信中。-」を渋谷WWW Xにて開催。新曲3曲と2nd衣装が初披露された。
- 6月5日 - 『真夏のユーレイ!!』ミュージックビデオがYouTubeで初公開。
- 6月7日 - 「Merry BAD TUNE.ワンマンLIVE 2nd TUNE.-ユレル、サマーウェイヴ。-」を新宿BLAZEにて開催。『真夏のユーレイ!!』『ぷいぷい。』が初披露された。
- 6月18日 - 「TIF2023メインステージ争奪LIVE 前哨戦 2部」がGARDEN 新木場FACTORYで行われ、一位通過で決勝に進出。
- 7月2日 - 幕張海浜公園Gブロックで開催された、超NATSUZOME2023のSOMARIステージ、NATSUステージに出演した。
- 7月22・23日 - 桃配運動公園（岐阜県関ケ原町）にて開催された、SEKIGAHARA IDOL WARS 2023 -関ケ原唄姫合戦-の徳川ステージ、豊臣ステージに出演した。
- 8月4日 - お台場・青海周辺エリアで開催されたTOKYO IDOL FESTIVAL 2023の「TIF2023メインステージ争奪LIVE 決勝戦」にて、i-COL、UtaGe!、ドラマチックレコードを抑え優勝した。また、同イベントのSMILE GARDENに出演した。[1]
- 8月6日 - TIF2023のHOT STAGE (メインステージ)、SKY STAGEに出演した。
- 9月15日 - 日南りとが、自転車との衝突事故で脊椎を骨折したため、少なくとも10月いっぱいの活動休止が発表された。
- 10月20日 - 11月5日に渋谷duo MUSIC EXCHANGEで開催予定だった、2.5thワンマンライブの延期が発表された。

### 2024年
- 1月2日 - 「アイドル甲子園 in Spotify O-EAST 2024 PART1」にて、日南りとが活動を再開した。
- 1月29日 - 『Merry BAD TUNE. RE:2.5th TUNES「Connecting The Dots！」』を新宿BLAZEにて開催。新曲『スーパークレイバー』が初披露された。
- 5月21日 - 2ndアルバム『2D POPと超電脳アオハライズ。』デジタル配信リリース開始。
- 5月26日 - 「Merry BAD TUNE.3rd TUNES-ロンリーユニバース-」を渋谷Spotify O-EASTにて開催。新曲『86 SUMMER FILM』『WONDER DRIVE -ONLINE-』と4th衣装が初披露された。
- 5月27日 - 『86 SUMMER FILM』ミュージックビデオがYouTubeで初公開。
- 7月6・7日 - 幕張海浜公園Gブロックで開催された、超NATSUZOME2024のZOMEステージ、SOMARIステージ、一曲入魂ステージ、超ステージに出演した。
- 7月15日 - 東扇島東公園で開催された、「SPARK 2024 in KAWASAKI」のSPARKステージに出演した。
- 8月2・3・4日 -  お台場・青海周辺エリアで開催された、TOKYO IDOL FESTIVAL 2024のTシャツ着用者限定ステージ、浮島STAGE、SMILE GARDEN、DREAM STAGE、HEAT GARAGE、SKY STAGEに出演した。
- 9月22日 - 柊木あいなが、しらこばと水上公園で開催された「近代麻雀水着祭2024ファイナル」に出演した。
- 12月8日 - 「Merry BAD TUNE. FLOATING EVA Tour→2024-TOKYOファイナル公演-」を渋谷duo MUSIC EXCHANGEにて開催。5th衣装が初披露された。

### 2025年
- 5月1日 - 『Merry BAD TUNE. 4th TUNES 「 Play Back Future. 」』をEX THEATER ROPPONGIにて開催。『13月のシンデレラ』が初披露された。
- 7月5・6日 - 幕張海浜公園Gブロックで開催された、超NATSUZOME2025のNATSUステージ、BAKUステージ、一曲入魂ステージ、超ステージに出演した。
- 7月18日 - ミニアルバム『futurmin 6mg』が店舗での全国販売を開始。
- 7月30日 - ミニアルバム『futurmin 6mg』リリースイベントを、9月13日まで開催。
- 8月1・2・3日 -  お台場・青海周辺エリアで開催された、TOKYO IDOL FESTIVAL 2025のHOT STAGE、浮島STAGE、TOROCCO PARK、SKY STAGE、スペシャルコラボステージ、SMILE GARDENに出演した。

## メンバー
メンバーはデビュー時から変わらず6人である。

### 久留 あずさ（くめ あずさ）
- ミントグリーン担当。誕生日は11月30日。静岡県出身。身長160cm。血液型はA型。
- 小学生の時の将来の夢はアイドル。
- 自分の好きな所は脚。
- 好きなキャラクターはミッフィー。
- 得意料理は唐揚げ。
- 好きな食べ物はフルーツ大福。
- 好きなおにぎりの具はしゃけ。
- 欲しい物はドラム式洗濯機。
- 自グループで好きな曲は「こんぐらいのこんぐらっちゅれいしょん」。
- これだけは譲れないこだわりは、前髪の分け目が右であること。
- アイドルとして立ちたいステージは、ZeppとTIFのスマイルガーデン。
- 地球最期の日は、武道館をジャックしてライブがしたい。

#### 略歴
- 2018年11月10日 - アイドルグループ「マリオネッ。」の初期メンバーとしてデビュー。
- 2022年4月9日 - ワールズエンド。（旧称：マリオネッ。）が解散。
- 2022年7月10日 - Merry BAD TUNE. のメンバーとしてデビュー。

### 柊木 あいな（ひいらぎ あいな）
- 水色担当。誕生日は9月23日。愛知県出身。身長155cm。血液型はB型。
- 愛称は「あいにゃ」。
- ピアスを7個付けている。
- 得意料理はオムライス。
- 小さい頃の将来の夢はおばあちゃん。
- 旅行で行きたい場所は北海道。
- 口癖は、「なんかー」。
- 挑戦したいことは、踊ってみた動画を撮ること。
- もし手元に一億円あるなら、ドローン撮影をしたい。
- 自グループで好きな曲は「カイカイユニゾン」と「未完成ナイトライダー」。
- こだわっているメイクのポイントは、「濃すぎない、うすすぎない」。

#### 略歴
- 2019年8月1日 - アイドルグループ「LARY」の初期メンバー「神藤愛奈」としてデビュー。
- 2020年2月24日 - LARYがメンバーの相次ぐ脱退により解散。
- 2020年4月1日 - ワールズエンド。のメンバーとしてデビュー。
- 2022年4月9日 - ワールズエンド。が解散。
- 2022年7月10日 - Merry BAD TUNE. のメンバーとしてデビュー。

### 日南 りと（ひなみ りと）
- 紫色担当。誕生日は1月11日。東京都出身。身長155cm。血液型はO型。
- 好きな漫画はNANAやParadise Kiss。
- 子供の頃からの夢は、心理学に関わる仕事。
- 挑戦したいことは、作詞と衣装製作。
- 旅行で行きたい場所はニューカレドニア。
- 自グループで好きな曲は「ばぶる。」。
- 得意料理は、山芋とお肉の野菜炒め。
- もし手元に一億円あるなら、貯金。
- 吸っているタバコの銘柄は、メビウスオプションパープルの５ミリ。

#### 略歴
- 2015年12月28日 - アイドルグループ「palet」の新メンバー「一ノ瀬りと」としてデビュー。
- 2017年12月28日 - PALETが解散。
- 2018年7月7日 - アイドルグループ「メイビーME」の初期メンバー「夏目りと」としてデビュー。
- 2019年9月30日 - メイビーMEを脱退。
- 2020年4月1日 - ワールズエンド。のメンバーとしてデビュー。
- 2022年4月9日 - ワールズエンド。が解散。
- 2022年7月10日 - Merry BAD TUNE. のメンバーとしてデビュー。

### 星島 ゆい（ほしじま ゆい）
- 白色担当。誕生日は5月21日。長野県長野市出身。身長154cm。血液型は非公開。
- 口癖は「ハワッ」。
- 好きなおにぎりの具はいくら。
- 旅行で行きたい場所は宇宙。
- もし髪色を変えるなら、白髪にしたい。
- 小学生の時の将来の夢は宇宙飛行士。
- 一つだけ願いが叶うなら、不老不死になりたい。
- 16時間連続でゲームをし続けたことがある。
- 好きなゲームは「ドラゴンクエストモンスターズ ジョーカー」。
- 欲しい物は、「ゼルダの伝説 ティアーズ オブ ザ キングダム」。
- 自グループで好きな曲は「ダンス・プラネット・ロマンス」。
- ドラえもんのひみつ道具で一番欲しいものは「もしもボックス」。
- 地球最期の日は、みんなと会って、そのあと長野に帰りたい。

#### 略歴
- 2018年11月10日 - アイドルグループ「マリオネッ。」の初期メンバーとしてデビュー。
- 2022年4月9日 - ワールズエンド。（旧称：マリオネッ。）が解散。
- 2022年7月10日 - Merry BAD TUNE. のメンバーとしてデビュー。

### 三倉 みく（みくら みく）
- ピンク担当。誕生日は5月14日。神奈川県出身。身長162cm。血液型はA型。
- 学生時代はずっと帰宅部だった。
- 好きなおにぎりの具は明太子。
- 旅行で行きたい場所は沖縄。
- 声と横顔フェチである。
- ついやってしまう癖は、親指を立てること。
- 一つだけ願いが叶うなら、魔法使いになりたい。
- もし手元に一億円あるなら、家族旅行をしたい。
- 口癖は、「優しいね、いいことあるよ、宝くじ買いな。」。
- 自グループで好きな曲は「ダンス・プラネット・ロマンス」。

#### 略歴
- 2014年12月29日 - アイドルグループ「AngeLip」の初期メンバーとしてデビュー。
- 2015年6月14日 - AngeLipを卒業。
- 2017年5月5日 - アイドルグループ「Theater Re:z」の初期メンバー「朝日奈みく」としてデビュー。
- 2017年7月30日 - Theater Re:zが活動休止。
- 2017年11月26日 - アイドルグループ「テンシメシ」の初期メンバーとしてデビュー。
- 2018年10月13日 - テンシメシを卒業。
- 2019年4月1日 - アイドルグループ「MOBIUS」の初期メンバー「いくら」としてデビュー。
- 2020年1月26日 - MOBIUSが活動休止。
- 2020年2月22日 - MOBIUSが解散。
- 2022年7月10日 - Merry BAD TUNE. のメンバーとしてデビュー。

### 森乃 ゆめは（もりの ゆめは）
- 黄色担当。誕生日は10月26日。東京都出身。身長157cm。血液型はO型。
- 好きなおにぎりの具は明太子。
- 得意料理はグラタン。
- 得意教科は現代文。
- 口癖は「えー」。
- 学生時代はバド部の部長を務めていた。
- 手と匂いフェチである。
- 踊るときに気を付けていることは、指先。
- 好きなキャラクターは、僕のヒーローアカデミアの飯田天哉。
- 自グループで好きな曲は「未完成ナイトライダー」。
- もし手元に十億円あるなら、家を建てたい。
- アイドルをしていなかったなら、勉強をして大学に行きたい。
- 地球最期の日は、「家族、友達みんなよんでLIVEをする！」。
- ピアスを13個付けている。

#### 略歴
- 2019年7月7日 - アイドルグループ「Dreamy」の初期メンバー「森夢羽」としてデビュー。
- 2019年9月20日 - Dreamyを脱退。
- 2020年7月23日 - アイドルグループ「マニマニ」の初期メンバーとしてデビュー。
- 2021年9月26日 - マニマニの現体制終了により卒業。
- 2022年7月10日 - Merry BAD TUNE. のメンバーとしてデビュー。

## 楽曲
| ＃ | 曲名                                                             | 作曲                                    | 作詞                           | 編曲                                    | 振付                                   | 再生時間 | 初披露日       | 収録アルバム・シングル                       | 収録アルバム・シングル                                                       |
| -- | ---------------------------------------------------------------- | --------------------------------------- | ------------------------------ | --------------------------------------- | -------------------------------------- | -------- | -------------- | -------------------------------------------- | ---------------------------------------------------------------------------- |
| 1  | おーばーちゅーん。#1                                             | RYO-P                                   |                                | RYO-P                                   |                                        | 1:21     | 2022年7月10日  | ミニアルバム「Cyder Grooving.」              | ミニアルバム「Cyder Grooving.」                                              |
| 2  | SPNV.                                                            | ガムエイ, dirty magiq                   | ガムエイ                       | dirty magiq                             | いどみん                               | 3:13     | 2022年7月10日  | ミニアルバム「Cyder Grooving.」              | ミニアルバム「Cyder Grooving.」                                              |
| 3  | 「キミモヨウ。」                                                 | 山下智輝                                | ガムエイ                       | 山下智輝                                | Az                                     | 3:23     | 2022年7月10日  | ミニアルバム「Cyder Grooving.」              | ミニアルバム「Cyder Grooving.」                                              |
| 4  | ボクらのBAD TUNE.                                                | katz, 甘噛                              | 甘噛                           | katz                                    | 久留あずさ                             | 4:59     | 2022年7月10日  | ミニアルバム「Cyder Grooving.」              | ミニアルバム「Cyder Grooving.」                                              |
| 5  | きるきるぱーりー!!!                                              | ガムエイ, 慎之甫                        | ガムエイ                       | 慎之甫                                  | Az                                     | 3:43     | 2022年7月10日  | ミニアルバム「Cyder Grooving.」              | ミニアルバム「Cyder Grooving.」                                              |
| 6  | World Coaster!                                                   | ガムエイ, dirty magiq                   | ガムエイ                       | dirty magiq                             | Az                                     | 4:06     | 2022年7月10日  | ミニアルバム「Cyder Grooving.」              | ミニアルバム「Cyder Grooving.」                                              |
| 7  | トーキョーアンダーグラウンド                                     | ガムエイ, RYO-P                         | ガムエイ                       | RYO-P                                   | いどみん                               | 4:11     | 2022年7月10日  | ミニアルバム「Cyder Grooving.」              | ミニアルバム「Cyder Grooving.」                                              |
| 8  | ばぶる。                                                         | RYO-P                                   | ガムエイ                       | RYO-P                                   | Az                                     | 4:15     | 2022年9月3日   | 1st アルバム「2D POPと踊るアポロ。」         | 1st アルバム「2D POPと踊るアポロ。」                                         |
| 9  | 未完成ナイトライダー                                             | 慎之甫, 甘噛                            | 甘噛                           | 慎之甫                                  | 久留あずさ                             | 4:00     | 2022年12月3日  | 1st アルバム「2D POPと踊るアポロ。」         | 1st アルバム「2D POPと踊るアポロ。」                                         |
| 10 | ダンス・プラネット・ロマンス                                     | 早川博隆                                | ガムエイ                       | タツキサラダ (7M), 奈須野新平, 早川博隆 | 久留あずさ                             | 4:06     | 2022年12月27日 | 1st アルバム「2D POPと踊るアポロ。」         | 1st アルバム「2D POPと踊るアポロ。」                                         |
| 11 | オサレゲーム。-バチュンのテーマ- (feat. Gigandect)               | RYO-P, ガムエイ                         | ガムエイ                       | Gigandect                               | 久留あずさ                             | 3:03     | 2023年1月27日  | 1st アルバム「2D POPと踊るアポロ。」         | 1st アルバム「2D POPと踊るアポロ。」                                         |
| 11 | オサレゲーム。-バチュンのテーマ- (feat. RYO-P) [Nightmare Remix] | RYO-P, ガムエイ                         | ガムエイ                       | RYO-P                                   | 久留あずさ                             | 3:26     | 2024年10月27日 |                                              | シングル「オサレゲーム。-バチュンのテーマ- (feat. RYO-P) [Nightmare Remix]」 |
| 12 | こんぐらいのこんぐらっちゅれいしょん                             | 佐々木喫茶                              | 佐々木喫茶                     | 佐々木喫茶                              | いどみん                               | 3:04     | 2023年2月17日  | 1st アルバム「2D POPと踊るアポロ。」         | 1st アルバム「2D POPと踊るアポロ。」                                         |
| 13 | カイカイユニゾン                                                 | KOTONOHOUSE                             | KOTONOHOUSE                    | KOTONOHOUSE                             | Az                                     | 3:18     | 2023年2月17日  | 1st アルバム「2D POPと踊るアポロ。」         | 1st アルバム「2D POPと踊るアポロ。」                                         |
| 14 | カノン。-内緒の革命-                                             | 山下智輝                                | Sae Yamamoto                   | 山下智輝                                | 久留あずさ                             | 3:27     | 2023年2月17日  | 1st アルバム「2D POPと踊るアポロ。」         | 1st アルバム「2D POPと踊るアポロ。」                                         |
| 15 | 真夏のユーレイ!!                                                 | 甘噛                                    | 甘噛                           | RYO-P, 甘噛                             | いどみん                               | 4:02     | 2023年6月7日   | 2nd アルバム「2D POPと超電脳アオハライズ。」 | シングル「真夏のユーレイ!!」                                                 |
| 16 | ぷいぷい。                                                       | 奈須野新平                              | やみおちがむえい               | タツキサラダ (7M), 奈須野新平           | 久留あずさ                             | 3:07     | 2023年6月7日   | 2nd アルバム「2D POPと超電脳アオハライズ。」 |                                                                              |
| 17 | 偶像バイブル。 (feat. 夜光性アミューズ)                          | 山下智輝                                | ガムエイ                       | 山下智輝                                | 久留あずさ, ふてこ（夜光性アミューズ） | 3:56     | 2023年9月16日  | 2nd アルバム「2D POPと超電脳アオハライズ。」 |                                                                              |
| 18 | ノンフィクション・シンガー                                       | after all                               | after all, 甘噛                | after all                               | いどみん                               | 4:14     | 2023年11月5日  | 2nd アルバム「2D POPと超電脳アオハライズ。」 | シングル「ノンフィクション・シンガー」                                       |
| 19 | ギャラクティック・ランデヴー                                     | 奈須野新平                              | ガムエイ, 大山恭子             | タツキサラダ (7M)                       | 久留あずさ                             | 3:44     | 2023年11月14日 | 2nd アルバム「2D POPと超電脳アオハライズ。」 |                                                                              |
| 20 | スーパークレイバー                                               | 佐々木喫茶                              | 佐々木喫茶                     | 佐々木喫茶                              | いどみん                               | 3:04     | 2024年1月29日  | 2nd アルバム「2D POPと超電脳アオハライズ。」 | シングル「スーパークレイバー」                                               |
| 21 | 小さな世界の片隅で。                                             | Uztama                                  | Uztama                         | Uztama                                  | Az                                     | 3:29     | 2024年2月4日   | 2nd アルバム「2D POPと超電脳アオハライズ。」 | シングル「小さな世界の片隅で。」                                             |
| 22 | WONDER DRIVE -ONLINE-                                            | タツキサラダ (7M), 奈須野新平, 早川博隆 | ガムエイ                       | タツキサラダ (7M), 奈須野新平           | いどみん                               | 2:43     | 2024年5月26日  | 2nd アルバム「2D POPと超電脳アオハライズ。」 |                                                                              |
| 23 | 86 SUMMER FILM                                                   | 甘噛                                    | 甘噛                           | RYO-P                                   | いどみん                               | 4:28     | 2024年5月26日  | 2nd アルバム「2D POPと超電脳アオハライズ。」 |                                                                              |
| 24 | SummerLeap -skit-                                                | 甘噛                                    |                                | RYO-P                                   |                                        | 0:11     | 2024年5月26日  | 2nd アルバム「2D POPと超電脳アオハライズ。」 |                                                                              |
| 25 | ヨワムシタイムリーパー                                           | 甘噛, Inu                               | 甘嚙                           | Inu                                     | いどみん                               | 2:38     | 2024年6月20日  | 2nd アルバム「2D POPと超電脳アオハライズ。」 |                                                                              |
| 26 | More One Night                                                   | KOTONOHOUSE                             | KOTONOHOUSE                    | KOTONOHOUSE                             | いどみん                               | 2:55     | 2024年6月27日  | 2nd アルバム「2D POPと超電脳アオハライズ。」 |                                                                              |
| 27 | やわいむじゅん                                                   | ヤマモトショウ                          | ヤマモトショウ                 | ヤマモトショウ                          | 久留あずさ, いどみん                   | 3:41     | 2024年9月7日   | 2nd アルバム「2D POPと超電脳アオハライズ。」 |                                                                              |
| 28 | トワイライト・ブルース                                           | dirty magiq                             | ガムエイ                       | dirty magiq                             | 久留あずさ                             | 4:17     | 2024年10月13日 |                                              | シングル「トワイライト・ブルース」                                           |
| 29 | 13月のシンデレラ                                                 | 甘嚙                                    | 甘嚙                           | RYO-P                                   | いどみん                               | 3:54     | 2025年5月1日   | ミニアルバム「futurmin 6mg」                 | シングル「13月のシンデレラ」                                                 |
| 30 | おーばーちゅーん。#2                                             | RYO-P                                   |                                | RYO-P                                   |                                        | 1:14     | 2025年7月18日  | ミニアルバム「futurmin 6mg」                 |                                                                              |
| 31 | HPSNC.                                                           | サトウコウスケ (M-AG)                   | ガムエイ                       | サトウコウスケ (M-AG)                   | 久留あずさ                             | 4:00     | 2025年7月18日  | ミニアルバム「futurmin 6mg」                 |                                                                              |
| 32 | SAKANA                                                           | Uztama, 甘噛                            | 甘嚙                           | Uztama                                  | いどみん                               | 3:54     | 2025年7月18日  | ミニアルバム「futurmin 6mg」                 |                                                                              |
| 33 | Chu 2 SICK!                                                      | 磯野涼 (TRIFRONTIER), ガムエイ          | 磯野涼 (TRIFRONTIER), ガムエイ | 磯野涼 (TRIFRONTIER)                    | いどみん                               | 3:52     | 2025年7月30日  | ミニアルバム「futurmin 6mg」                 |                                                                              |
| 34 | めりーはっぴーえんど。                                           | 奈須野新平                              | ガムエイ                       | タツキサラダ (7M)                       |                                        | 3:45     | 未披露         | ミニアルバム「futurmin 6mg」                 |                                                                              |

## ライブ・イベント

### ワンマンライブ
- Merry BAD TUNE. ワンマンライブ 1st TUNE. -ボッチなDISCOで交信中。- ＠渋谷WWW X、2023年2月17日[注 13]
- Merry BAD TUNE.ワンマンLIVE 2nd TUNE.-ユレル、サマーウェイヴ。- @新宿BLAZE、2023年6月7日[注 14]
- Merry BAD TUNE. RE:2.5th TUNES「Connecting The Dots！」 ＠新宿BLAZE、2024年1月29日[注 15]
- Merry BAD TUNE.3rd TUNES -ロンリーユニバース- @渋谷Spotify O-EAST、2024年5月26日[注 16]
- Merry BAD TUNE. 4th TUNES 「 Play Back Future. 」 @EX THEATER ROPPONGI、2025年5月1日[注 17]

### ツアー

#### Merry BAD TUNE. -FLOATING EVA Tour→2024-
- 大阪公演 - @梅田バナナホール、2024年10月13日[注 18]
- 名古屋公演 - ＠NAGOYA ReNY limited、2024年10月20日[注 19]
- 東京公演 - ＠渋谷duo MUSIC EXCHANGE、2024年12月8日[注 20]

### 生誕祭

#### 2022年
- 9月25日 - Merry BAD TUNE.柊木あいな生誕祭2022-あいにゃがやっぱりにゃんばーわん！- @Veats Shibuya[注 21]
- 10月29日 - Merry BAD TUNE.森乃ゆめは生誕祭2022 -脱！未成年 おとなゆめはちゃん降臨！？- @下北沢シャングリラ[注 22]
- 11月20日 - Merry BAD TUNE.久留あずさ生誕祭2022 -くめにむChu〜♡- ＠池袋StudioMixa[注 23]

#### 2023年
- 1月14日 - Merry BAD TUNE.日南りと生誕祭2023-りとおち記念日♡- @下北沢シャングリラ[注 24]
- 5月6日 - Merry BAD TUNE.三倉みく生誕祭2023 SPMK.-ｽｰﾊﾟｰﾐｸﾗ.- @ 下北沢シャングリラ[注 25]
- 5月28日 - Merry BAD TUNE.星島ゆい生誕祭2023 集え！ゆーしゃほしじまの仲間たち～爆誕見守り会2023～ @下北沢シャングリラ[注 26]
- 9月21日 - Merry BAD TUNE.柊木あいな生誕祭2023-むにむに大帝国っ！- @渋谷WWW[注 27]
- 10月25日 - Merry BAD TUNE.森乃ゆめは生誕祭2023-まだまだ成長ちゆ- @代官山UNIT[注 28]
- 12月4日 - Merry BAD TUNE.久留あずさ生誕祭2023 -もっと！くめにむchu～♡- @渋谷WWW[注 29]

#### 2024年
- 1月12日 - Merry BAD TUNE.日南りと生誕祭2024-Re:りとちゃん- @渋谷WWW[注 30]
- 5月2日 - Merry BAD TUNE. 三倉みく生誕祭 2024 SPMK.-ｽｰﾊﾟｰﾐｸﾗ.- 2nd!! @Veats Shibuya[注 31]
- 6月5日 - Merry BAD TUNE.星島ゆい生誕祭2024 集え!!ゆーしゃほしじまの仲間たちⅡ～爆誕見守り会2024～ @渋谷WWW X[注 32]
- 9月28日 - Merry BAD TUNE.柊木あいな生誕祭2024 -むにむに大帝国っ！2- @渋谷Spotify O-WEST[注 33]
- 11月2日 - Merry BAD TUNE.森乃ゆめは生誕祭2024 -ゆめはたちゆ- @渋谷Spotify O-WEST[注 34]
- 12月1日 - Merry BAD TUNE.久留あずさ生誕祭2024-もっと×2くめにむchu〜♡- @Veats Shibuya[注 35]

#### 2025年
- 1月12日 - Merry BAD TUNE.日南りと生誕祭2025-りとちゃんと極楽浄土- @渋谷Spotify O-WEST[注 36]
- 5月24日 - Merry BAD TUNE.三倉みく生誕祭 2025 SPMK.-ｽｰﾊﾟｰﾐｸﾗ.- 3rd!!! @Veats Shibuya[注 37]
- 6月7日 - Merry BAD TUNE. 星島ゆい生誕祭2025 -集え!!ゆーしゃほしじまの仲間たちIII～爆誕見守り会2025〜- @白金高輪SELENE b2[注 38]

### mini ALBUM「futurmin 6mg」リリースイベント
- 7月30日 - mini ALBUM「futurmin 6mg」リリースイベント @MAGNET by SHIBUYA109 MAG's PARK[注 39]
- 8月7日 - mini ALBUM「futurmin 6mg」リリースイベント @タワーレコード渋谷店 CUTUP STUDIO[注 40]
- 8月11日 - mini ALBUM「futurmin 6mg」リリースイベント @タワーレコード新宿店 イベントスペース[注 41]

### #バチュコリ
- #バチュコリ vol.0-バチュンお披露目初主催対バンSP- ＠渋谷SOUND MUSIUM VISION（ゲスト：7グループ[注 42]）、2022年7月11日
- #バチュコリ vol.1-BAD TUNE CALLING- @Veats Shibuya（ゲスト：群青の世界、#2i2、PRSMIN、MEWM）、2022年9月25日
- #バチュコリ vol.2-少し早いハロウィン4マンSP- ＠新宿ReNY（ゲスト：煌めき☆アンフォレント、群青の世界、#よーよーよー）、2022年10月10日
- #バチュコリ vol.3-全組30分!!秋のGood Tune.SP- @東京キネマ倶楽部（ゲスト：15グループ[注 43]）、2022年11月19日
- #バチュコリ vol.4-LOGIN→2023- @Veats Shibuya（他出演者：衛星とカラテア、かすみ草とステラ、#2i2、Pimm's、Mirror,Mirror）、2023年1月27日[注 44]
- #バチュコリ vol.5-みんな真夏のユーレイ!!SP- supported by 偶像和音 @新宿BLAZE（ゲスト：7グループ[注 45]）、2023年7月5日
- #バチュコリ vol.6-ニューホライズン- @渋谷duo MUSIC EXCHANGE（ゲスト：INUWASI、かすみ草とステラ、夜光性アミューズ、yosugala）、2023年11月5日[注 46]
- #バチュコリ vol.7-2024 Counter SIX.- @渋谷WWW X（ゲスト：アンスリューム、のんふぃく!、yosugala）、2024年1月11日
- #バチュコリ vol.8 @新宿BLAZE（ゲスト：6グループ[注 47]）、2024年4月18日
- #超バチュコリ Road to→5.26 O-EAST SP @新宿BLAZE（ゲスト：16グループ[注 48]）、2024年4月28日
- #バチュコリ vol.9 -夏後夜祭- ＠Veats Shibuya（ゲスト：7グループ[注 49]）、2024年9月18日
- #バチュコリ -THE 3- @渋谷WOMBLIVE（ゲスト：ジエメイ、#2i2）、2024年11月6日
- Merry BAD TUNE. presents #バチュコリ vol.10 @新宿Music Restaurant APEXIA（ゲスト：12グループ[注 50]）、2025年2月9日
- Merry BAD TUNE. presents #バチュコリvol.11 @渋谷duo MUSIC EXCHANGE（ゲスト：GILTY×GILTY、わーすた）、2025年5月18日
- Merry BAD TUNE. presents #バチュコリvol.12 @渋谷duo MUSIC EXCHANGE（ゲスト： i-COL、yosugala）、2025年5月18日

### #バチュアミ
- Merry BAD TUNE. × 夜光性アミューズ クリスマスSP2マンSHOW!!! #バチュアミ @梅田バナナホール、2022年12月25日
- 緊急開催!!!あけおめ&トレンド入りありがとう2マンSHOW!!! 「#バチュアミ vol.2」@aube shibuya、2023年1月8日
- #バチュアミ vol.3 CHALLENGE OF SUMMER-MISSION 250- @Veats Shibuya、2023年3月4日
- #バチュアミ vol.4 CHALLENGE OF SUMMER-MISSION 250- @Veats Shibuya、2023年6月21日
- バチュアミ-東阪ツアー- 大阪公演 @梅田バナナホール、2023年9月16日
- バチュアミ-東阪ツアー- 東京公演 @Veats Shibuya、2023年9月27日
- 夜光性アミューズ×Merry BAD TUNE. ２MAN LIVE『新章  #バチュアミ』 @Veats Shibuya、2024年8月17日
- #バチュアミ -Special Edition- @白金高輪SELENE b2、2024年12月1日

### その他主催ライブ・イベント

#### 2022年
- 7月10日 - DEBUT LIVE TOUR-東京お披露目公演- @渋谷WOMBLIVE[注 51]
- 7月16日 - DEBUT LIVE TOUR-名古屋お披露目公演- @大須RAD HALL[注 52]
- 7月21日 - 配信リリース記念!!-1COIN100人チャレンジ公演- @渋谷Spotify O-nest
- 7月24日 - #バチュンなつまつり-夏の浴衣大特典会- @渋谷Forum8
- 7月30日 - DEBUT LIVE TOUR-大阪お披露目公演- @心斎橋Music club JANUS
- 8月2日 - 夏だし #バチュン でもはじめてみる。 @渋谷club asia[注 53]
- 8月8日 - 緊急開催!!!真夏のきゅるきゅるぱーりー!!! @渋谷SOUND MUSEUM VISION
- 8月11日 - First Meets vol.1 @新宿WALLY（ゲスト：I MY ME MINE、のらりくらり）
- 8月25日 - TOUR FINAL目前 #バチュン 夏の1COIN予習会。 @渋谷Spotify O-nest[注 54]
- 8月27日 - 夏の勝負服特典会 @渋谷Spotify O-nest
- 9月2日 - Merry BAD TUNE. Debut Live Tour FINAL -アイドル最前線への挑戦。- @新宿BLAZE（ゲスト：Devil ANTHEM.、ナナランド、真っ白なキャンバス）
- 9月22日 - 「はじめましての化学反応シリーズ。」 （ほぼ）First Meets vol.2 @渋谷Spotify O-nest（ゲスト：situasion、Mirror,Mirror）
- 10月23日 - #バチュン 秋の大特典会-ハロウィンSP- @渋谷Forum8
- 10月26日 - First Meets vol.3 @渋谷Spotify O-nest（ゲスト：UtaGe!、ミームトーキョー、Ringwanderung）
- 11月3日 - Merry BAD TUNE.大阪単独公演-1COIN100人チャレンジ公演大阪編- @難波FANJ twice
- 12月17日 - Merry BAD TUNE. SPイベント「バチュ会。」 @カラオケパセラ池袋本店グレースバリ
- 12月27日 - Merry BAD TUNE.単独公演「Disco of the After Christmas!!!」@渋谷Spotify O-nest[注 55]

#### 2023年
- 2月5日 - Merry BAD TUNE.単独公演 無銭覚醒BAD TUNE.-声出し予行演習の回。- @渋谷WOMBLIVE[注 56]
- 2月19日 - 遅れてきたバレンタイン特典会 @AP渋谷道玄坂
- 3月18日 - 1st ALBUM 発売記念東名阪公演-共鳴BAD TUNE.-東京単独公演 @渋谷WOMBLIVE[注 57]
- 3月26日 - 1st ALBUM 発売記念東名阪公演-共鳴BAD TUNE.-名古屋単独公演 @名古屋X-HALL-zen-[注 58]
- 4月16日 - Merry BAD TUNE.単独公演-無銭!!春の覚醒BAD TUNE.- @Shibuya MilkyWay[注 59]
- 4月22日 - 1st ALBUM 発売記念東名阪公演-共鳴BAD TUNE.-大阪公演 @梅田バナナホール（ゲスト：シンデレラ宣言!）
- 6月10日 - "Merry BAD TUNE. "-沖縄BBQオフ会- @沖縄某所
- 6月25日 - Merry BAD TUNE.単独公演-無銭!!夏の覚醒BAD TUNE.- @渋谷WOMBLIVE[注 60]
- 7月9日 - バチュン夏の大特典会 @TKPガーデンシティ渋谷
- 7月16日 - サマラバ!!-Summer Lover!!- @恵比寿LIQUIDROOM（ゲスト：シンデレラ宣言!、twinpale、ラテラルアーク、夜光性アミューズ）
- 7月24日 - Merry BAD TUNE.1周年記念単独公演-#バチュン記念日- @渋谷Spotify O-WEST[注 61]
- 7月27日 - 夏休みスペシャルフリーライブ　「ばちゅんとあいこる。」〜一夏の挑戦。〜 @渋谷WOMBLIVE（ゲスト：i-COL）
- 7月27日 - #バチュンワンコインサマーパレード vol.1-3MAN- @渋谷WOMBLIVE（ゲスト：かすみ草とステラ、Mirror,Mirror）
- 8月5日 - 大祝勝会 or 大反省会 いずれにせよ大感謝LIVE!! @渋谷club asia[注 62]
- 8月14日 - #バチュンワンコインパレード vol.2-2マン- @渋谷WOMBLIVE（ゲスト：キングサリ）
- 8月16日 - #バチュンワンコインサマーパレードvol.3-単独- @渋谷WOMBLIVE[注 63]
- 8月20日 - #バチュンワンコインサマーパレードvol.4-大阪- @梅田バナナホール（ゲスト：ジエメイ、シンデレラ宣言!、twinpale）
- 8月26日 - 真夏の浴衣大特典会@TKPガーデンシティ渋谷
- 8月30日 - #バチュンワンコインサマーパレードvol.5-ファイナル- @渋谷Spotify O-nest[注 64]
- 9月3日 - バチュンと行く、北海道-プチオフ会- @札幌市内
- 10月15日 - （ほぼ）First Meets vol.4-バチュンmeetsナニモノ- @渋谷Spotify O-nest（ゲスト：NANIMONO）
- 10月29日 - #バチュハロ-仮装!!BAD TUNE.- @SHIBUYA VIDENT[注 65]
- 11月9日 - 秋の武者修行!!BAD TUNE.-day1- @渋谷WOMBLIVE（ゲスト：Ringwanderung）
- 11月14日 - 秋の武者修行!!BAD TUNE.-day2- @新宿LOFT（ゲスト：群青の世界、夜光性アミューズ）[注 66]
- 11月15日 - 秋の武者修行!!BAD TUNE.-day3- @新宿LOFT（ゲスト：INUWASI、PIGGS）
- 12月23日 - Merry BAD TUNE.主催公演-Disco of the Before Christmas!!!- @梅田バナナホール（ゲスト：シュレーディンガーの犬、シンデレラ宣言!、Pimm's、yosugala）
- 12月26日 - Merry BAD TUNE.単独公演-Disco of the After Christmas!!!- @渋谷club asia[注 67]

#### 2024年
- 1月21日 - VS.サーティーミニッツ!!! @下北沢シャングリラ（ゲスト：キングサリ、夜光性アミューズ）
- 2月4日 - 無銭!!!覚醒BAD TUNE. -ワンマン大感謝アフターパーティー- @白金高輪SELENE b2[注 68]
- 3月2日 - 無銭!!超覚醒BAD TUNE.-名阪拡大チャレンジ名古屋公演- @NAGOYA ReNY limited
- 3月24日 - 無銭!!超覚醒BAD TUNE.-名阪拡大チャレンジ大阪公演- @梅田バナナホール
- 4月14日 - #バチュン学園 -新学期- @渋谷Spotify O-Crest[注 69]
- 5月13日 - Merry BAD TUNE.無銭覚醒BAD TUNE. -Road to→5.26 O-EAST&2nd ALBUM発売直前SP- @渋谷WWW X[注 70]
- 6月9日 - バチュン特典会&縁日 @TKPガーデンシティ渋谷
- 6月20日 - 新曲披露&3rdワンマン大感謝無銭公演-3マン- @渋谷WOMBLIVE[注 71]（ゲスト：PRSMIN、MEWM）
- 6月27日 - 新曲披露&3rdワンマン大感謝無銭公演-単独- @渋谷WOMBLIVE[注 72]
- 7月10日 - 夏の覚醒BAD TUNE. @渋谷WOMBLIVE[注 73]
- 7月29日 - Merry BAD TUNE.2周年記念単独公演 #バチュン記念日2 @渋谷Spotify O-WEST[注 74]
- 8月14日 - #バチュンの夏休み2024 @渋谷Spotify O-Crest[注 75]
- 8月24日 - #バチュン真夏の浴衣大特典会 @TKPガーデンシティ渋谷
- 9月7日 - 無銭!!!覚醒BAD TUNE.-contradict- @白金高輪SELENE b2[注 76]
- 9月29日 - Merry BAD TUNE.真夏の大BBQ大会 @豊洲LOVE KINGDOM
- 10月9日 - 「はじめましての化学反応シリーズ。」 First Meets vol.5 @渋谷WOMBLIVE（ゲスト：てぃあどろっぷ！、Ma'Scar'Piece）
- 10月27日 - ばちゅん VS. いぬわし @恵比寿LIQUIDROOM（ゲスト：INUWASI）
- 10月30日 - Merry BAD TUNE.ハロウィン単独公演- #バチュハロ - @渋谷WOMBLIVE[注 77]
- 11月10日 - おためしエソラボックス-1COIN- @渋谷Spotify O-Crest
- 11月19日 - 「はじめましての化学反応シリーズ。」 First Meets vol.6 @渋谷club asia（ゲスト：KOURiN、SONOTA）
- 12月15日 - #バチュクリ2024 -クリスマス大特典会- @TKPガーデンシティ渋谷
- 12月19日 - Merry BAD TUNE.クリスマス単独公演 #バチュクリ2024 @渋谷WOMB LIVE[注 78]
- 12月28日 - #バチュクリ2024 -星島ゆいリベンジクリスマス特典会- @ふれあい貸し会議室 品川

#### 2025年
- 1月4日 - #ばちゅもうで 2025-OSAKA- @アメリカ村 BEYOND[注 79]
- 1月4日 - #ばちゅもうで 2025-OSAKA-アフター特典会 @難波御堂筋ホール
- 1月19日 - #ばちゅもうで 2025-TOKYO- 開運!!!新春バチュン大特典会 @TKPガーデンシティ渋谷
- 1月30日 - ESOLA MADE presents えもきゅあ。-EMOTIONAL&CURE- @渋谷WOMB LIVE（ゲスト：8グループ[注 80]）
- 2月13日 - Merry BAD TUNE.バレンタイン単独公演 -#ばちゅらぶ 2025- @渋谷WOMB LIVE[注 81]
- 2月24日 - Merry BAD TUNE.特典会-#バチュン学園男子高等学校 - @TKPガーデンシティ渋谷
- 3月11日 - Merry BAD TUNE.春の単独公演 -SPR ZERO TRIAL- @渋谷WOMB LIVE[注 82]
- 3月16日 - Road to EX Theater 名阪拡大無銭BAD TUNE.-NAGOYA- @NAGOYA ReNY Limited[注 83]
- 4月6日 - Merry BAD TUNE. ピクチャーチケットサイン会&春の大特典会 @TKPガーデンシティ渋谷
- 4月20日 - Road to EX Theater 名阪拡大無銭BAD TUNE.-OSAKA- @Yogibo META VALLEY[注 84]
- 5月15日 - Merry BAD TUNE. Trial単独公演 -Boot.- @渋谷WOMB LIVE[注 85]
- 7月9日 - Merry BAD TUNE.単独公演 夏の無銭!!覚醒BAD TUNE. @渋谷WWW X
- 7月12日 - バチュン夏の特典会 @TIME SHARING 渋谷神南
- 7月18日 - Merry BAD TUNE.3周年記念単独公演 #バチュン記念日3 @恵比寿LIQUIDROOM[注 86]

## メディア

### テレビ番組
- ねる、取材行ってきます〜TOKYO アイドルタイムズ〜（2023年8月3・27日、フジテレビ）
- A LABBO（2024年4月23日、テレビ朝日）

### ネット配信
- TIFチャンネル トークバラエティ番組 「TOKYO IDOL X M」（2023年9月8日、ニコニコ生放送） - 星島ゆい、三倉みく

### 書籍
- IDOL FILE Vol.31 French Girly（2023年10月27日、シンコーミュージック・エンタテイメント）ISBN 978-4401763146 - 三倉みく
- 週刊FLASH 2024年7月16日号（1739号）（2024年7月2日、光文社） - 日南りと
- FLASHデジタル写真集 アイドル大航海時代 日南りと ゆるりと彼女。（2024年7月2日、光文社） - 日南りと
- 日南りとデジタル写真集 ふわりと彼女。〜ゆるりと彼女。アザーカット集〜 (IDOL: THE GREAT AGE OF DISCOVERY)（2024年8月26日、光文社） - 日南りと
- bis 2024年秋号（2024年8月30日、光文社） - 柊木あいな